# Telefonia konwergentna
Telefonia konwergentna powstała wskutek zintegrowania usług klasycznej telefonii stacjonarnej, nowoczesnej telefonii mobilnej i konwergentnych usług dodatkowych. Obecnie sieci telekomunikacyjne wykorzystywane w przedsiębiorstwach przekształcane są w sieci teleinformatyczne, które są podstawą telefonii konwergentnej. 
Konwergencja to rozwiązanie telekomunikacyjne, dzięki któremu użytkownicy są uniezależnieni od sytuacji, w której różne systemy telekomunikacyjne stanowią odrębne media a dane w nich zawarte nie są dostępne z poziomu innych urządzeń. Użytkownik telefonu komórkowego będąc w zasięgu firmowej lub domowej sieci LAN może realizować połączenia tak jak by dzwonił z telefonu stacjonarnego, tym samym wystarczy nam jeden telefon, z którego abonent otrzyma pojedynczy rachunek.

## Praktyczne rozwiązania usług konwergencji
- transmisja głosu przez sieci IP (VoIP);
- połączenie telefonu z komputerem (CTI, Call Center);
- łączenie sieci LAN z sieciami WAN;
- integracja sieci telefonii stacjonarnej i komórkowej;

## Zalety telefonii konwergentnej
- Możliwość zredukowania kosztów telekomunikacyjnych danego przedsiębiorstwa - tyczy się to przede wszystkim połączeń stacjonarnych i komórkowych.
- Realizacja usług na terenie całego kraju, dla wszystkich oddziałów i lokalizacji firmy, tam gdzie ruch ekonomiczny uzasadnia taką inwestycje.
- Brak problemów dla użytkownika przy zmianie operatora - sposób korzystania z telefonu stacjonarnego a także z numerów wewnętrznych nie ulega zmianie.
- Łatwość łączenia się telefonów komórkowych z telefonami stacjonarnymi - wystarczy wybrać 3-, 4- bądź 5-cyfrowy numer wewnętrzny. Połączenia w przeciwnej relacji również są uproszczone w ten sam sposób.
- Możliwość używania w tym samym czasie nowej numeracji - nowa numeracja różnić się będzie jedynie prefiksem, numery wewnętrzne pozostaną bez zmian.

Systemy konwergentnej komunikacji oparte są na modelu architektury MEGACO: Kontrolerach medialnych bram, czyli serwerów sterujących, bramach mediów tzn. zasobów TDM i urządzeniach końcowych. Istnieje również możliwość łączenia z systemami IT za pomocą standardów komunikacyjnych: H.323, SIP, XML, LDAP i innych. Ponieważ bramy medialne posiadają unikalną strukturę można zastosować konfigurację IP lub środowisko IP-TDM. Dzięki wykorzystaniu dowolnej infrastruktury sieciowej klient ma dostęp do nowoczesnych technologii, może wybierać rozwiązania dostosowane do swoich potrzeb i oczekiwanego poziomu ROI.